# Личностное самоопределение
Самоопределение — это процесс и результат выбора личностью своей позиции, целей и средств самоосуществления в конкретных обстоятельствах жизни; основной механизм обретения и проявления человеком свободы.
Результатом самоопределения является осознание своих целей, жизненных планов, общественных требований и их сопоставление
Большое развитие получило это определение в работах С. Л. Рубинштейна. Он раскрывает идею активности субъекта самоопределения. Для Рубинштейна самоопределение заключается в самодетерминации, то есть собственной активности субъекта, так как человек сам сознательно определяет свое отношение к миру, в котором существует. Личностное самоопределение является нахождением уникального образа «Я», постоянным развитием этого образа и его утверждением среди окружающих.
Многообразие и сложность процесса самоопределения приводит к тому, что выделяют различные виды самоопределения. В основном, выделяют три вида: жизненное, профессиональное и личностное. Жизненное самоопределение выражается в выборе и реализации социальных ролей, жизненного стиля и образа жизни, а личностное — в нахождении индивидуальности собственного Я и его утверждении среди окружающих. Профессиональное самоопределение — это самостоятельное, осознанное и добровольное построение, корректировка и реализация профессиональных перспектив.

## Личностное самоопределение
Личностное самоопределение — это определение себя относительно выработанных в обществе (и принятых данным человеком) критериев становления личности и дальнейшая действенная реализация себя на основе этих критериев.
М. Р. Гинзбург предложил одну из наиболее проработанных концепций самоопределения личности, в которой он рассматривает два компонента: ценностно-смысловой и активно-деятельностный. В основу рассмотрения понятия самоопределения автор кладет представление о двойственной сущности человека, который живет в двух плоскостях: ценностно-смысловой и материально-временной. В материально-временной плоскости человек реализует свои ценности и смыслы. Эту схему автор дополняет тремя компонентами: прошлым, настоящим и будущим, используя понятие «жизненное поле личности».
Жизненное поле личности — это «совокупность индивидуальных ценностей и смыслов и пространства реального действования — актуального и потенциального, охватывающего прошлое, настоящее и будущее». Иными словами, в этом поле представлены личностные смыслы и три временные категории. Психологическое прошлое содержит в себе опыт, психологическое настоящее — возможности для самоопределения, а психологическое будущее — проект, идеальное видение себя, которое мотивирует и придает ценность психологическому настоящему. В этой концепции самоопределение рассматривается как самостоятельное выстраивание человеком своего жизненного поля. Переход от старшего подросткового возраста к юношескому является основным для возникновения психологического процесса личностного самоопределения. Основные характеристики включают в себя:
1. Потребность в личностном самоопределении является потребностью в формировании смысловой системы, которая отражает представления о себе и о мире;
2. Личностное самоопределение направлено в будущее;
3. Личностное самоопределение в большей мере связано с выбором профессии, но не сводится к нему. Л. И. Божович отмечает «двуплановость» личностного самоопределения, которая заключается в том, что, с одной стороны, является определением будущей профессии и планированием дальнейшей жизни, а с другой — поисками смысла своего существования[8]

## Личностное самоопределение и идентичность
Идентичность - осознание личностью своей принадлежности к той или иной социально-личностной позиции в рамках социальных ролей и эго состояний.
Можно сделать вывод, что понятия идентичность и самоопределения в некотором плане схожи. Ключевым является то, что самоопределение характеризуется как процесс, а идентичность – свойство личности, ее состояние. В таком случае наблюдается генетическая связь между этими понятиями. В последующих теориях идентичность тоже начала рассматриваться как динамический процесс. Но процессуальность самоопределения отличается тем, что она предполагает выбор ценностей, выбор социальных ролей из возможных альтернатив. Процессуальность идентичности заключается в том, что идентичность не является статичной, что статусы могут изменяться под воздействием новых факторов и событий.  Н.В. Антонова и В.В. Белоусова  предположили, что самоопределение является «одним из механизмов формирования и развития идентичности». На основе работ Дж. Марша и советских психологов они предложили свою модель идентичности как динамического процесса, включающего в себя:
1) Идентификацию со значимыми другими, в ходе которой идет принятие ценностей значимых других, например, родителей.
2) Интериоризацию мнений, которые высказывают другие люди о себе. Таким образом, идет принятие их мнений и отражения на себя.
3) Самоопределение как процесс принятие решений относительно себя, своих целей, качеств и ценностей. Этот процесс начинается во время кризиса идентичности и приводит к ее формированию.
Идентичность является результатом процесса самоопределения.

## Процесс самоопределения в юношеском возрасте
Самоопределение и формирование идентичности является основной задачей подросткового возраста.
«Центральный психический процесс переходного возраста — развитие самосознания. Периодом возникновения сознательного я, как бы постепенно ни формировались отдельные его компоненты, издавна считается подростковый и юношеский возраст». Перестройка самосознания связана не только с развитием когнитивных способностей, но и с появлением у подростка новых вопросов к себе и новых точек зрения и углов, с которых он себя рассматривает.
По Эриксон, до подросткового возраста происходят определенные кризисы и идентификации. Эти предшествующие подростковому возрасту детские идентификации составляют психологическое прошлое, а формирующаяся идентичность — психологическое настоящее и будущее. При рассмотрении личностного самоопределения М. Р. Гинзбург предлагает отказаться от рассмотрения психологического прошлого, поскольку "для подростка прошлое (ребенок) снято в настоящем, то <…> связи «прошлое-будущее» фактически переносятся на связи «настоящее-будущее, то есть в настоящем присутствует и настоящее и прошлое». Психологическое настоящее включает в себя два компонента: самопознание, относящееся к ценностно-смысловой плоскости, и самореализацию — воплощение ценностей в реальной деятельности.
Успешное самоопределение зависит от количества освоенных социальных ролей, «включенностью в различные общности». Процесс самоопределения является активным и гибким, предоставляя возможность опробовать различные роли и на их основе выстроить свою систему ценностей. Таким образом, успешное самоопределение характеризуется наличием у личности большого спектра значимых ценностей, а неуспешное — узким спектром или отсутствием ценностей. В первом случае субъект чувствует, что его жизнь осмыслена, а во втором — переживает бессмысленность существования. Для подросткового и юношеского возраста свойственно задаваться вопросами смысла жизни, рассуждать о глобальных проблемах и пытаться найти свое место в этой системе. Размышление над такими вопросами и является одним их признаков происходящего процесса самоопределения. Если юноши и девушки активно обсуждают между собой или со значимыми взрослыми этот вопрос, это свидетельствует об активном процессе самоопределения, но если такая заинтересованность отсутствует, это может свидетельствовать об искажении этого процесса.
Психологическое будущее играет большую роль в мотивации. В зависимости от того, каким представляется будущее подростку, оно может либо приобретать ценность и мотивировать, либо обесценивать настоящее и демотивировать. В юношеском возрасте важную роль играет выбор будущей профессии. Молодой человек готовится к тому, чтобы занять свое определенное место в обществе. Он проецирует видение себя как профессионала в будущее, делает это будущее наполненное смыслом и определенностью. При невозможности совершения этого выбора будущее кажется неопределенным и бессмысленным. Кроме этого, важной характеристикой психологического будущего во временной плоскости является его прогнозируемость. Это значит, насколько оно кажется планируемым или случайным. Наличие плана достижения целей и знаний, какие средства для этого необходимы, делают будущее организованным и структурированным.
На то, как будет протекать процесс самоопределения и формирования идентичности в юношеском возрасте во многом влияет прошлый опыт, в частности некоторые факторы:
1. Если были сильные идентификации с родителями, то обретение преждевременной идентичности наиболее вероятно.
2. Стили воспитания также играют большую роль[12]. При гипопротекции вероятнее всего обретение диффузной идентичности и сложностей в разрешении кризиса, если он появится. При авторитарном стиле и в условиях жестких взаимоотношений есть два варианта развития. Либо появится преждевременная идентичность с принятием ценностей родителей, либо подросток будет бунтовать и войдет в состояние кризиса идентичности. При демократическом стиле воспитания вероятней всего обретение достигнутой идентичности.
3. Чем больше социальных ролей будут доступны ребенку до подросткового возраста, тем больше шанс успешно преодолеть кризис и обрести достигнутую идентичность.
4. Чем больше успешных моделей поведения предоставляется ребенку для наблюдения, тем успешнее он может справиться с кризисом. Статусы идентичности родителей также влияют на самоопределение подростка, так как родители — это значимые фигуры.
5. Группа также влияет на возникновение кризиса. Если в среде сверстников, семьи и школы не принято задаваться вопросами и подвергать сомнениям жизненные стереотипы, то вероятность возникновения кризиса становится малой, по сравнению с группами, где обсуждение подобных тем является нормой и даже поощряется.
6. В соответствии с эпигенетическим принципом, предыдущие стадии кризисов влияют на успешность преодоления этого кризиса.

Кроме этого, в ходе исследований было выяснено, что и личностные характеристики играют роль при определении пути развития идентичности. Достигнутая идентичность коррелирует с высоким уровнем самоуважения. Статус преждевременной идентичности связан с низким уровнем тревожности, а статус моратория — с высоким. Это вполне логичный вывод, так как мораторий характеризуется наличием кризиса и субъективным переживанием неопределенности и фрустрации.
Процесс самоопределения в подростковом возрасте протекает в ценностно-смысловой сфере и требует определение своих ценностей и смысла своего существования и в активно-деятельностной сфере и требует планирования своих действий и включенности в социальную жизнь.